# 미즈노 나오키
미즈노 나오키(일본어: 水野 直樹, 1950년 10월 31일~)은 일본의 역사가이다. 
교토 대학 명예교수이기도 한 그는 일제의 식민지 지배를 긍정적으로 평가하려고 하는 일본 학계로부터 식민지 근대화론을 비판해 왔다며 2018년에 대한민국의 전남대학교는 그에게 후광 학술상을 수여했다.